# Komuna e Pojanit
Komuna e Pojanit är en kommundel och tidigare  kommun i Albanien.   Den ligger i prefekturen Qarku i Korçës, i den östra delen av landet, 110 km sydost om huvudstaden Tirana.
Trakten runt Komuna e Pojanit består till största delen av jordbruksmark.  Runt Komuna e Pojanit är det ganska tätbefolkat, med 80 invånare per kvadratkilometer.